# 노들야학
노들장애인야학(노들야학)은 1993년 설립되었다. 장애를 이유로 교육의 기회를 박탈당한 이들을 위한 교육사업을 진행함과 동시에, 장애인이 주체적으로 자립할 수 있도록 함을 목표로 한다. 대중교통에서의 장애인 이동권 문제 등을 지속적으로 제기해 왔고, 개교 당시부터 장애성인을 위한 교육사업을 지속적으로 전개하고 있다.
한국소아마비협회 소속기관인 정립회관에 있었으나 2007년 12월 31일 재정적 어려움을 이유로 퇴거 명령을 받고, 마로니에 공원에서 천막을 치고 수업을 계속한 적이 있다. 이 사안이 이슈가 되어, 2008년 3월 21일 시민 후원금 모금과 서울시의 지원이 이루어져 현재는 동숭동 유리빌딩 2층에 있다.
‘노들’은 노란들판의 줄임말로 ‘농부의 노동이 녹아난 들판에 넘실대는 결실’을 뜻한다. 